# Hard Rain (Album)
Hard Rain ist ein Livealbum von Bob Dylan aus dem Jahr 1976. Es wurde während des zweiten Teils seiner Rolling Thunder Revue am 16. Mai 1976 in Fort Worth, Texas, und am 23. Mai 1976 im Hughes Stadion in Fort Collins, Colorado, aufgenommen.
Von dem Konzert am 23. Mai wurde auch ein Filmmitschnitt angefertigt, der im September 1976 von NBC gesendet wurde und kurze Zeit später auch im Hauptprogramm der ARD lief.
Das Album wurde nach einem der berühmtesten Dylan-Stücke (A Hard Rain’s A-Gonna Fall) benannt, obwohl dieses Lied auf der LP gar nicht enthalten ist.
Das Album enthält Songs der Alben Blonde on Blonde (Stuck Inside of Mobile …), Desire (Oh, Sister), Blood on the Tracks (Shelter from the Storm, You're a Big Girl Now und Idiot Wind), The Times They Are A-Changin' (One Too Many Mornings) und Nashville Skyline (Lay Lady Lay und I Threw It All Away). Die Stücke wurden für eine vielköpfige Rockband im Vergleich zu den Studioversionen teilweise radikal umarrangiert. Das Album dokumentiert keinen kompletten Auftritt und auch keinen chronologisch korrekten Ausschnitt eines Konzertes.

## Titelliste
LP Seite 1
1. Maggie’s Farm (5:23)
2. One Too Many Mornings (3:47)
3. Stuck Inside of Mobile with the Memphis Blues Again (6:01)
4. Oh, Sister (Levy/Dylan) (4:08)
5. Lay, Lady, Lay (5:47)

LP Seite 2
1. Shelter From the Storm (5:29)
2. You’re a Big Girl Now (7:01)
3. I Threw It All Away (3:18)
4. Idiot Wind (10:12)

## Titelliste der TV-Sendung
1. A Hard Rains A-Gonna Fall
2. Blowin’ in the Wind
3. Railroad Boy (Traditional)
4. Deportees
5. Pity the Poor Immigrant
6. Shelter from the Storm (LP/CD)
7. Maggie’s Farm (LP/CD)
8. One Too Many Mornings (LP/CD)
9. Mozambique
10. Idiot Wind (LP/CD)

Titel 2, 3, und 4 im Duett mit Joan Baez

## Mitwirkende Musiker
- Bob Dylan – Gesang, Gitarre
- Mick Ronson – Gitarre
- T-Bone Burnett – Gitarre, Piano
- Steven Soles – Gitarre, Backgroundgesang
- David Mansfield – Gitarre
- Rob Stoner – Bassgitarre, Backgroundgesang
- Howard Wyeth – Schlagzeug, Piano
- Gary Burke – Schlagzeug
- Scarlet Rivera – Streichinstrumente